# Capobanda
Capobanda (The Music Man) è un film del 1962 diretto da Morton DaCosta. Il soggetto è tratto da The Music Man, un grande successo di Broadway che debuttò al Majestic Theatre il 19 dicembre 1957, restando in cartellone fino al 24 ottobre 1960 per un totale di 1375 recite. Il musical, firmato da Meredith Willson, era interpretato da Robert Preston, che riprese lo stesso ruolo, quello di Harold Hill, anche nella versione cinematografica.
Nel 2005, il film - che aveva vinto il premio Oscar 1963 per la migliore colonna sonora (adattamento) - è stato scelto per la conservazione nel National Film Registry della Biblioteca del Congresso degli Stati Uniti.

## Trama
Harold Hill è un piazzista che viaggia di città in città, questa volta in Iowa, e fingendosi un professore di musica del conservatorio di Gary, Indiana. Si presenta come risolutore di tutti i problemi giovanili, formando bande musicali di ragazzi: in realtà, non ha alcuna laurea e non sa nulla di musica, ed ogni volta che i materiali didattici arrivano e vengono distribuiti, lui sparisce. Quando il sindaco si insospettirà, e sentenzierà, al sopraggiungere del suo denunciante, nonché collega venditore di incudini, sarà la bibliotecaria, una ragazza che lo ama, che lo aiuterà a distogliersi dal ginepraio.

## Produzione
Versione cinematografica del musical "The Music Man", che debuttò al Majestic Theatre di New York il 19 dicembre 1957, con 1375 spettacoli consecutivi: con grande successo di critica ed enorme successo al botteghino, si aggiudicò il Tony Award 1958 come miglior musical, battendo "West Side Story" (complessivamente ne vinse 5 su 8 candidature). Robert Preston, Pert Kelton, The Buffalo Bills, Peggy Mondo, Adnia Rice e Paul Ford ripresero i loro ruoli nel film (Ford venne rimpiazzato da David Burns nel corso delle repliche teatrali). Anche Preston vinse il Tony Award del 1958 come miglior attore in un musical.
Il film fu prodotto dalla Warner Bros. Le riprese vennero realizzate quasi prevalentemente in interni, presso i Warner Brothers Studios di Burbank, California.
La location ambientata nella piazza della città dove Harold Hill canta "You Got Trouble", era la famosa "Midwest Street", già utilizzata in altri film come La valle dell'Eden (1955), Gangster Story (1967) e I Muppet (2011), ed in serie TV come Hazzard (1979) e Sisters (1991). La vetrina utilizzata da Candy Kitchen di River City è la stessa utilizzata per il negozio di dolci del vecchio Doose nella serie televisiva Una mamma per amica (2000), 40 anni dopo.
Marilyn Monroe è capitata a una cheerleader
Il set di interni della biblioteca è uguale al set utilizzato nei film Gli amanti devono imparare (1962) e Terror in Silence (1963).
Il film utilizzò solo 17 canzoni delle 40 totali scritte da Wilson per il musical originale. Le due canzoni "76 Trombones" e "Good Night My Someone" sono in realtà la stessa melodia, suonata in diversi tempi.
Nonostante abbia vinto un Tony Award per aver interpretato Marian Paroo a Broadway, Barbara Cook non ottenne la stessa parte nel film che venne assegnata a Shirley Jones.
Robert Preston riprese il ruolo di Harold Hill, che aveva già interpretato a Broadway nel 1957, nonostante i pareri contrari della Warner Bros., che tentò di affidare la parte prima a Frank Sinatra poi a Cary Grant, ma entrambi non accettarono (Grant dichiarò che si sarebbe rifiutato di vedere il film se la parte fosse andata a Preston). Il ruolo venne offerto a molti altri, tra cui Dan Dailey, Danny Kaye, Gene Kelly e Phil Harris, ma tutti rifiutarono.
Rance Howard, padre di Ron, ha una piccola parte nel film: è l'uomo fermato in strada da Marcellus Washburne mentre i cittadini arrabbiati iniziano la ricerca del professor Hill.
Shirley Jones (Marian) e Susan Luckey (Zaneeta) sono apparsi precedentemente insieme nella pellicola Carousel (1956); la Jones e Ron Howard hanno recitato insieme nuovamente in Una fidanzata per papà (1963) con Glenn Ford.
Fu l'ultimo film di Jack Perrin, che interpreta un anonimo cittadino (non accreditato): morirà nel 1967.
La vicenda del film è collocata nella città immaginaria di River City, Iowa, che conta una popolazione di duemila abitanti: Wilson si ispirò alla sua città natale, Mason City (sempre in Iowa), che però ha una popolazione di oltre 27 000 abitanti.
Proprio come Marion e la signora Shin non vanno d'accordo nel film, le due rispettive protagoniste Shirley Jones e Hermione Gingold non andavano d'accordo nella vita reale; nella sua biografia, la Jones descrisse la Gingold come "non molto amichevole".

## Distribuzione
La prima mondiale avvenne nel giugno 1962 a Mason City (Iowa), città natale di Meredith Wilson.
Distribuito dalla Warner Bros., il film uscì nelle sale cinematografiche statunitensi il 19 giugno 1962. In Italia venne distribuito nel luglio 1963.

## Errori e anacronismi
Ambientato nel 1912, il brano "Trouble" menziona sia la bevanda Bevo (proposta per la prima volta nel 1916) che la rivista "Captain Billy's Whiz-Bang" (pubblicata per la prima volta nel 1919); "Whiz-Bang" era così chiamato un gruppo di artiglieria nella prima guerra mondiale (1914-1918) e l'editore era un veterano di quella guerra.
Mentre Hill cammina dal deposito dei treni fino a River City, sono visibili le torri elettriche ed i cavi elettrici nelle Hollywood Hills dietro il backlot della Warner Bros.
Quando la banda dei ragazzi suona il Minuetto in Sol di Beethoven, si vede la bandiera dello stato dell'Iowa che però non è stata adottata fino al 1921.
Quando Harold Hill racconta alla signora Paroo dei "grandi suonatori di cornetta ... O'Clarke, O'Mendez e O'Klein", fa riferimento ai virtuosi della tromba e cornetta Herbert Clarke (1867-1945), Rafael Mendez (1906-1981) e Manny Klein (1908-1994), con una battuta che tutti (tranne Clarke) hanno nomi molto irlandesi: nel 1912, Mendez aveva 6 anni e Klein ne aveva 4.
Nell'ultima scena nella stanza della scuola (prima della parata e dei crediti di chiusura), ci sono due bandiere degli Stati Uniti disegnate con il gesso sulla lavagna: invece di avere 7 strisce rosse, una ha 8 e l'altra ne ha 9.

## Colonna sonora
| Titolo                         | Anno | Autore               | Interprete                                                   |
| ------------------------------ | ---- | -------------------- | ------------------------------------------------------------ |
| Main Title                     | 1957 | Meredith Willson     | Robert Preston, Harry Hickox & Company                       |
| Rock Island                    | 1957 | Meredith Willson     | (venditori ambulanti nella scena iniziale - non accreditati) |
| Ya Got Trouble (1)             | 1957 | Meredith Willson     | Robert Preston & Company                                     |
| Piano Lesson                   | 1957 | Meredith Willson     | Shirley Jones & Pert Kelton                                  |
| If You Don't Mind My Saying So | 1957 | Meredith Willson     | Shirley Jones & Pert Kelton                                  |
| Goodnight, My Someone (1)      | 1957 | Meredith Willson     | Shirley Jones                                                |
| 76 Trombones (1)               | 1957 | Meredith Willson     | Robert Preston & Company                                     |
| Ya Got Trouble (2)             | 1957 | Meredith Willson     | Robert Preston & Company (scena '76 Trombones')              |
| Sincere                        | 1957 | Meredith Willson     | The Buffalo Bills                                            |
| Sadder But Wiser Girl For Me   | 1957 | Meredith Willson     | Robert Preston                                               |
| Marian The Librarian           | 1957 | Meredith Willson     | Robert Preston                                               |
| Gary, Indiana (1)              | 1957 | Meredith Willson     | Robert Preston                                               |
| Being In Love                  | 1957 | Meredith Willson     | Shirley Jones                                                |
| Wells Fargo Wagon              | 1957 | Meredith Willson     | The Company                                                  |
| Lida Rose                      | 1957 | Meredith Willson     | The Buffalo Bills & Shirley Jones                            |
| Will I Ever Tell You           | 1957 | Meredith Willson     | The Buffalo Bills & Shirley Jones                            |
| Gary, Indiana (2)              | 1957 | Meredith Willson     | Pert Kelton & Ron Howard                                     |
| Pick a Little, Talk a Little   | 1957 | Meredith Willson     | The Townswomen & The Buffalo Bills                           |
| Goodnight, Ladies              | 1867 | Edwin Pearce Christy | Robert Preston & The Buffalo Bills                           |
| Shipoopi                       | 1957 | Meredith Willson     | Buddy Hackett & Company                                      |
| Till There Was You             | 1957 | Meredith Willson     | Robert Preston & Shirley Jones                               |
| Goodnight, My Someone (2)      | 1957 | Meredith Willson     | Robert Preston & Shirley Jones                               |
| 76 Trombones (2)               | 1957 | Meredith Willson     | Robert Preston, Shirley Jones & the Company                  |
| Columbia, the Gem of the Ocean | 1843 | David T. Shaw        | (studenti della scuola - non accreditati)                    |
| Rustle of Spring               | 1896 | Christian Sinding    | (non accreditato)                                            |
| Minuetto in Sol                | 1795 | Ludwig van Beethoven | Robert Preston                                               |
| Habanera                       | 1875 | Georges Bizet        | (non accreditato)                                            |

## Riconoscimenti
- Premi Oscar 1963: migliore colonna sonora (adattamento)
- Golden Globe 1963: miglior film musicale